# روبيسكو

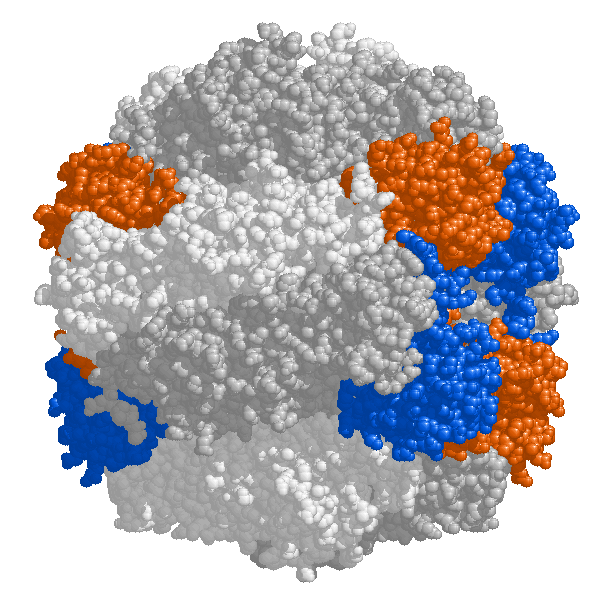
مظهر فراغي لإنزيم روبيسكو، تظهر فيه السلاسل الطويلة باللون الرمادي والأبيض، والسلاسل القصيرة بالأزرق والبرتقالي

روبيسكو (RuBisCO) هو اسم مختصر لإنزيم يلعب دوراً في الخطوة الأولى الرئيسية في تثبيت الكربون، وهي عملية تعنى بتحويل ثنائي أكسيد الكربون في هواء الغلاف الجوي من قبل النباتات إلى جزيئات عالية المحتوى من الطاقة مثل الغلوكوز.
إن الاسم الكيميائي لهذا الإنزيم هو ريبولوز-5,1-مضاعف فوسفات كربوكسيلاز/أوكسيجيناز Ribulose-1,5-bisphosphate carboxylase/oxygenase، وهو يقوم بتحفيز تفاعل إضافة كربوكسيل إلى ريبولوز-5،1-مضاعف فوسفات (والذي يرمز له RuBP).
من المعتقد أن روبيسكو هو أحد أكثر البروتينات انتشاراً على سطح الأرض.